# Krekling Station
Krekling Station (Krekling stasjon) er en tidligere jernbanestation på Sørlandsbanen, der ligger ved Krekling i Øvre Eiker kommune i Norge.
Stationen åbnede 16. oktober 1874, tre år efter at banen mellem Hokksund og Kongsberg var blevet åbnet som en sidebane til Randsfjordbanen. I 1920 indgik strækningen som en af de første dele i Sørlandsbanen. Stationen blev fjernstyret 13. november 1967. Betjeningen med persontog ophørte 29. maj 1994, hvorefter den tidligere station har fungeret som fjernstyret krydsningsspor.